# حوليات أمنمحات الثاني

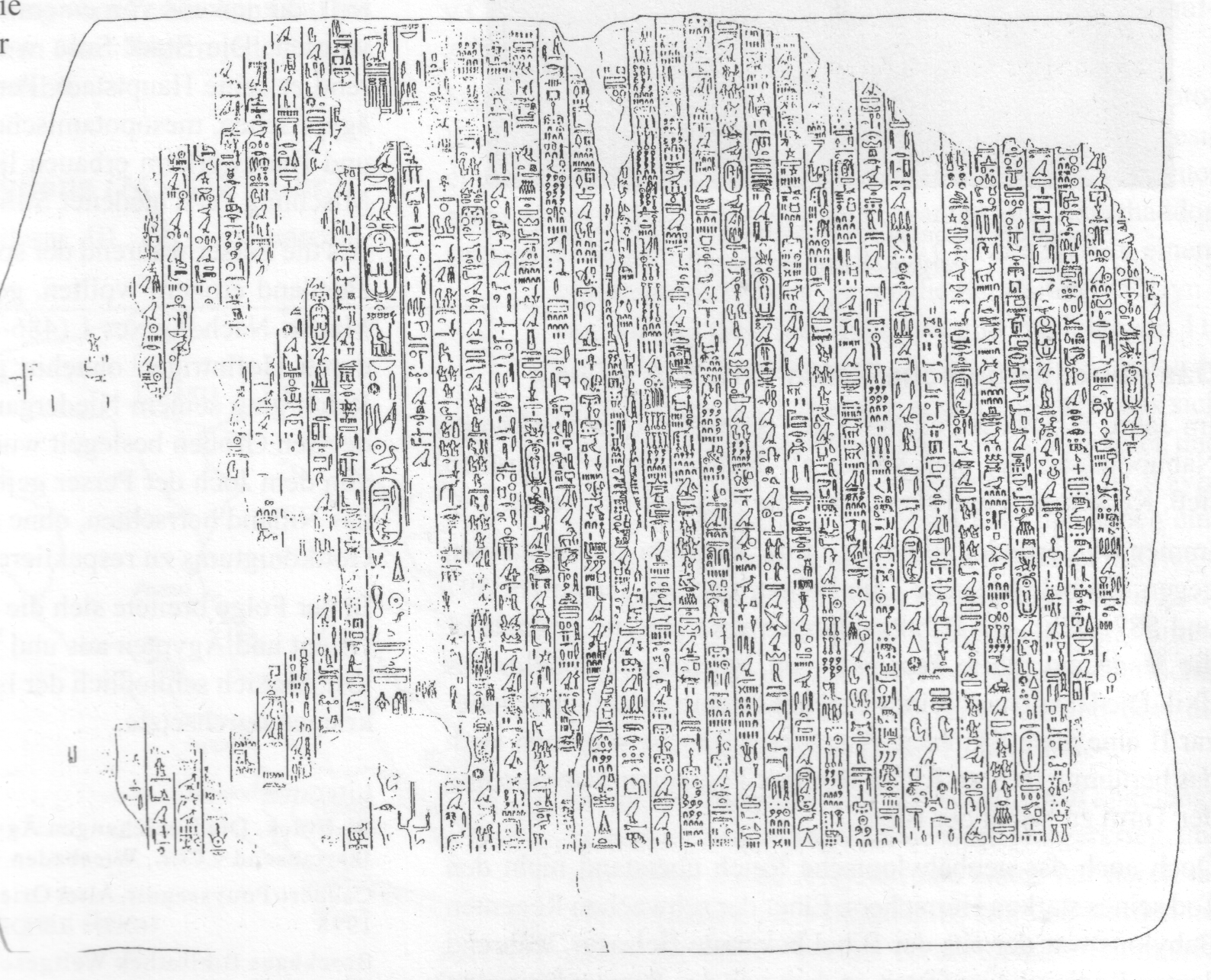
رسم بقايا جزء الأكبر

إن العديد من بقايا الأجزاء المتعلقة بحوليات أمنمحات الثاني تم التعرف عليها من منف في مصر. و على الرغم من إنها وثيقة تاريخية مهمة من وثائق عهد الملك المصري القديم أمنمحات الثاني (حوالي 1929-1895 قبل الميلاد) ، إلا أنها مهمة أيضاً لمعرفة تاريخ مصر القديمة و لفهم الملكية بشكل عام.
تم العثور على أول جزء من الأجزاء الباقية من هذه السجلات في منف عام 1908، و ذلك عن طريق أعمال التنقيب التي قام بها فلندرز بيتري. و تم نشر محتويات هذا الجزء عام 1909. كما تم اكتشاف الجزء الثاني الأكبر بكثير من الجزء الأول عن طريق جيرهارد هيني ورفعه سامي فرج عام 1974. و سامي فرج كان في ذلك الوقت مدير الآثار المصرية في منف وسقارة. فهذا الجزء تم العثور عليه تحت قاعدة تمثال ضخم للملك رمسيس الثاني، و السبب في وجوده هناك هواستخدامه كدعامه لذلك التمثال. أما فأبعاد هذا الجزء الأخير هي 188 سنتيمتر (74 بوصة) إرتفاعاً، و 259 سنتيمتر (102 بوصة) عرضاً، و حوالي 48 سنتيمتر (19 بوصة) سمكاً.
هذا الجزء الأخير على بقايا 41 عمودًا يصف ما حدث في عهد الملك أمنمحات الثاني. عدد كبير من هذه الأحداث تشير إلى القرابين التي تم تقديمها  للآلهة والمعابد المختلفة في جميع أنحاء البلاد. إلا أنها تحتوي أيضاً على حملات عسكرية.  و نجد في العمود رقم 7 ذكرٌ لإرسال بعثة إلى منطقة لبنان. و يوجد في العمود التالي تقرير عن بعثة أخرى إلى آسيا لتدمير أيوا.
يظهر في الأعمدة 9/10 إشارة عن مجيء شخصيات من كوش ( النوبة ) و أوباتسيبيت. أما أوباتسبيت فنادرا ما يأتي ذكرها في أماكن أخرى، و ربما تقع جنوب النوبة. هذه الشخصيات تحضر الجزية المتمثلة في نباتات وبخور و ذهب و أسلحة و لا تخلو أيضاً من مساند الرأس و الشعر المستعار.
يشير العمود 12 إلى مجيء أبناء الحاكم من آسيا. و إنهم يحضرون الجزية إلى مصر. و لا يعني ذكر أبناء الحاكم بالضرورة إلى مجيئ الأطفال الفعليين للحاكم المحلي، ولكن ربما تدل في سياق أوسع على شعب الحاكم. و يشير العمود 18 إلى تدمير المدن الآسيوية إيوا وإياسي و إحضار 1554 سجينًا إلى مصر. ثم يشير  العمود 25 إلى أن السجناء تم وضعهم في مدينة الهرم سخم-أمنمحات (ربما اسم مدينة هرم أمنمحات الثاني) ربما لأغراض بناء الهرم الأبيض.
يشير العمود 13/14 إلى عودة حملة تنقيب عن المعادن من سيناء. و كانت أحجار الفيروز هي المادة الرئيسية التي تم إحضارها من هناك مع معادن أخرى (لم يتم تحديد معظم الكلمات المصرية في النص بعد) من ضمنها الأخشاب المتحجرة. و يوجد العديد من الحملات المعروف إرسالها إلى سيناء تحت حكم الملك أمنمحات الثاني. و يبدو لعدة أسباب أن النص يشير إلى التاريخ يعود إلى العام 29 من حكم الملك، مما يشير إلى إطار زمني تقريبي للأحداث المذكورة في هذا الجزء من الحجر.
يشير العمود 23 إلى حضور الملك إلى الفيوم لاصطياد الطيور. و هذه هي المرة الوحيدة التي يظهر فيها الملك في النص بصفته الشخصية. و ربما كانت عملية صيد الطيور لها وظيفة شعائرية.
إن تأريخ حوليات عهد الملك أمنمحات الثاني غير مؤكد. فلا يوجد عام مُؤرخ داخل نصوصها المحفوظة. و من جهة أخرى لا يوجد فيها سوى عدد قليل من المؤشرات. فنجد على سبيل المثال تمثال المشرف على سكان الأهوار أميني في العمود 10. فهذا الشخص معروف أيضًا من نقش صخري في جنوب مصر يرجع تاريخه إلى العام 43 من حكم الملك سنوسرت الأول. و يظهر تمثال للوزير أميني على جزء متبقي عثر عليه عالم الآثار بيتري. و الوزير سنوسرت كان في منصبه حتى السنة الثامنة من حكم أمن-م-حات الثاني. و بناءً على ذلك فإن هذا الجزء من النقش مرتبط بالأحداث التي جرت بعد السنة الثامنة نظراُ لوجود   الوزير أميني في منصبه بعد السنة الثامنة. على الجانب الآخر، فهناك أحداث مذكورة قد تكون متعلقة بمهرجان عيد سد، الذي حدث حوالي العام 30 من عهد الملك.
إن المكان الأصلي الذي تم وضع هذه الحوليات فيه غير معروف. و يبدو أنهم قد إستخدموه في تزيين المعبد الجنائزي لأمينمحات الثاني في هرمه الموجود في دهشور.
يشير النص إلى العديد من المواقع الأجنبية: أكثرها غير معروف من مصادر أخرى، و لذلك من الصعب تحديدها. إلا أن هولفجانج هلك قرر أن ليسي هي ألاسيا الموجودة في قبرص و لواي هي أورا الموجودة في الأناضول التابعه حاليا لتركيا، و تبعه في ذلك هارتويج ألتنمولار الذي قام بنشر دراسه كاملة حول نص هذه الحوليات. و إذا ثبتت مصداقية هذه المطابقة فإن ذلك يشهد للمؤسسة العسكرية المصرية إعتبارات تتعدى بكثير ما كان يُعتقد فيها سابقاً.

## وصلات خارجية
- حوليات أمن-م-حات الثاني (البقايا التي عثر عليها عالم الآثار بتري)